# Want Ya!
Want Ya! – trzeci singel szwedzkiego piosenkarza Darina z drugiej płyty Darin. Piosenka dotarła do czwartego miejsca Swedish Singles Chart.

## Pozycje na listach
| Lista (2005) | Pozycja |
| ------------ | ------- |
| Szwecja      | 4       |
| Finlandia    | 8       |